# Lemhény
Lemhény (románul Lemnia, németül Lennen) falu és község Romániában, Kovászna megyében. 2004-ig Kézdialmás és Csomortán tartozott hozzá.

## Fekvése
Kézdivásárhelytől 11 km-re északkeletre fekszik. A Feketeügy kiszélesedő teraszán fekvő Alsólemhény vagy Alszeg és a Velence-patak völgyében hosszan elnyúló Felsőlemhény Velence falvak összeolvadásából keletkezett.

## Nevének eredete
"Német személynévi eredetre vezethető vissza a  Lehmány (1332-7:  Lehman; ném. Lehmann szn.; tkp. jelentése ’hűbérúr’) >  Lehmény (1332-7:  Lehmen) településnév, melyben a hangrendi kiegyenlítődés után a palatális  Lehmény hangalakból hangátvetéssel  alakult a későbbi-mai Lemhény névalak (FNESz.)".

## Története
Nevét az oklevelek 1332-ben említették először Lehman, Lehmon formában, majd 1630-ban egy birtokhagyománnyal kapcsolatban említették ismét a község nevét.
1910-ben 2938 magyar lakosa volt.
A trianoni békeszerződésig Háromszék vármegye Kézdi járásához tartozott. 1992-ben 2145 lakosából 2131 magyar és 14 román volt.
A településtől északra húzódik a Kárpátok fő gerincvonala, melyen erdőipari út vezet az északi irányba folyó Veresvízi-patak forrásvidékére. A Veresvizi patak az Úz egyik mellékpataka.

## Látnivalók
- Római katolikus vártemploma középkori eredetű, Kézdialmás és Lemhény között a Szent Mihály-hegyen áll. A középkori templom összeomlott és 1510-ben újat kellett építeni helyette, 1777-ben barokk stílusban átépítették, védőfalai 17. századiak 2 bástyával és egy kaputoronnyal, amely harangtorony is egyben.
- A falutól 1 órányira a Nagy-Lemhény-patak völgye feletti hegycsúcson terjedelmes vár maradványai találhatók. A várat a hagyomány Álmos várának tartja.
- A Kis-Lemhény-patak völgyében emelkedő Várhegyen egy másik tekintélyes vár romjai találhatók. A várat Orbán Balázs a közeli községről Csomortány várának keresztelte el.
- A Feketeügy felső völgyében a Hosszúhavas egyik tágas csúcsán is van egy várrom, melyet Hajdúk várának neveznek és a Berecken állomásozott határőr hajdúknak lehetett erődje.
- Természetvédelmi területe a Veresvízi-láp.

## Képgaléria
- Képek Lemhényről a www.erdely-szep.hu honlapon
- Hereditatum - online műemlék adatbázis[halott link]

## Testvérvárosa
- Ostoros, Magyarország

## Ismert emberek
- Itt született 1942. január 1-én Mihálycsa Szilveszter kémiai szakíró, népművelő.